# ريد فاكشن: أرماغادن
ريد فاكشن: أرماغاندن هي لعبة تصويب من منظور الشخص الثالث، والجزء الرابع من سلسلة ريد فاكشن، من تطوير فوليشن، ونشر شركة تي إتش كيو في الأسواق في يونيو 2011، وهي متوفرة على 3 منصات، وهي بلاي ستيشن 3 ومايكروسوفت ويندوز وإكس بوكس 360، وهي تكملة لجزئها السابق ريد فاكشن: جوريلا.

## الحبكة
بعد 50 سنة من أحداث ريد فاكشن: جوريلا، وتحرير كوكب المريخ، أصبح سطح الكوكب غير صالح للسكن. حدث هذا عندما تم تدمير آلة تيرافورمر (Terraformer) الضخمة الموجودة على المريخ والتي زودتها بغلاف جوي يشبه الأرض على يد آدم هيل، الخصم الرئيسي للعبة، مما تسبب في أعاصير فائقة وعواصف رعدية عنيفة تجتاح الكوكب. من أجل البقاء على قيد الحياة، اضطر المستعمرون إلى الفرار إلى مناجم المريخ تحت الأرض التي بناها أسلافهم، وإنشاء شبكة من الكهوف الصالحة للسكن تحت سطح الكوكب وإنشاء مستعمرات هناك. تبدأ اللعبة بعد 5 سنوات من الانتقال إلى المناجم في عام 2175، وتتبع القصة داريوس ماسون، حفيد أبطال الثورة المريخية أليك ماسون وسامانيا، الشخصيات الرئيسية في الجزء السابق، الذي يدير سلسلة مربحة من الأعمال التجارية مقرها في باستيون، مركز تحت الأرض للنشاط الاستعماري، بما في ذلك التعدين وجمع القمامة وأعمال المرتزقة. قليل من العقلاء يغامرون بالذهاب إلى سطح المريخ المدمر، باستثناء المقاولين مثل داريوس والمهربين الذين ينقلون البضائع بين المستوطنات. يتم خداع داريوس لإعادة فتح عمود غامض وواسع في معبد مارودر القديم من قبل كاهن متعصب متعصب، مما يوقظ جنسًا نائمًا منذ فترة طويلة من مخلوقات المريخ، مما يتسبب في هرمجدون على المريخ. تمزق مستوطنات المستعمرين والمارودر على حد سواء من قبل الأعداء الجدد، وتم إلقاء اللوم في الكارثة برمتها على داريوس، وسرعان ما حرض العديد من المستعمرين الغاضبين على تشكيل حشود ومهاجمته في غضبهم. الآن يجب أن ينضم داريوس إلى الفصيل الأحمر لتبرئة اسمه وإنقاذ أهل المريخ، كما فعل جده من قبله.

## اللعب
مثل الجزء السابق، لعبة ريد فاكشن: أرماغيدن، من نوع تصويب منظور الشخص الثالث، يتحكم اللاعب بشخصية "داريوس ميسون"، وهو سليل زعيم حرب العصابات "أليك ميسون". تدور أحداث اللعبة بعد مرور 50 عامًا على نهاية غيريلا. تدور معظم أحداث اللعبة في مجمع أنفاق تسكنه كائنات فضائية. كما هو الحال في الألعاب السابقة في السلسلة، من الممكن تدمير المناظر الطبيعية من خلال ميزة جيو مود ("Geo-Mod"). في هذه اللعبة، يمكن استخدام جهاز يسمى نانو فورج (Nano Forge) لإصلاح الهياكل مثل السلالم، مما يسمح لللاعب بالتقدم عبر الكهوف. يمكن العثور على السجلات الصوتية في جميع أنحاء المجمع. عندما يتم تشغيلها فإنها توفر لللاعب العناصر من الخلفية الدرامية. يمكن استخدام مركبات مختلفة بما في ذلك عربة المناجم. يمكن أيضًا استخدام البدلات الميكانيكية في بعض النقاط في اللعبة.